# Routot
 Routot  là một xã thuộc tỉnh Eure trong vùng Normandie miền bắc nước Pháp.

## Huy hiệu
| Arms of Routot | The arms of Routot are blazoned: Sable, a chevron abased, between, in chief a mullet argent between 2 stalks of wheat, and in base a bushel (basket) Or. |